# جوی ویلا
جوی ویلا (به انگلیسی: Joy Villa) با نام کامل جوی آنجلا ویلا (به انگلیسی: Joy Angela Villa) (زاده ۲۵ آوریل ۱۹۸۶) خواننده و ترانه‌سرای آمریکایی است.